# Tatyana Tomashova
Tatyana Ivanovna Tomashova (em russo:  Татьяна Ивановна Томашова; Perm, 1 de julho de 1975) é uma ex-meio-fundista russa, bicampeã mundial e medalhista olímpica dos 1500 metros.
Participou dos Jogos de Sydney 2000 competindo nos 5 000 metros mas a partir daí se dedicou a corridas mais curtas de meio-fundo. Ganhou a medalha de ouro dos 1 500 m no Mundial de Paris 2003 e uma segunda medalha de ouro e o título de bicampeã mundial em Helsinque 2005. Neste meio termo, foi medalha de prata nos Jogos Olímpicos de Atenas 2004, conseguindo um recorde pessoal na prova.
Em julho de 2008, pouco antes dos Jogos Olímpicos de Pequim para os quais se preparava, Tomashova e outros seis atletas russos foram suspensos pela Federação Internacional de Atletismo por doping, acusados de "substituição fraudulenta de amostra de urina, o que é um método proibido de coleta e uma forma de adulteração do processo de controle de dopagem". Impedida de participar daqueles Jogos Olímpicos pela suspensão, em outubro ela e os demais atletas foram suspensos por dois anos por manipulação de amostras de exame.
Tomashova voltou às competições em 2011 depois de cumprir a suspensão. Nos Jogos de Londres 2012, aos 37 anos, ela voltou a disputar os 1500 metros chegando em quarto lugar na final, fora do pódio. Inicialmente, infrações de dopagem de outros atletas a beneficiaram. Na prova de atletismo considerada "a mais suja da história", as duas primeiras colocadas, as turcas Aslı Çakır Alptekin e Gamze Bulut testaram positivo após a prova, tiveram suas medalhas cassadas, foram banidas do esporte e as medalhas realocadas, com Tomashova, originalmente quarta colocada, herdando a medalha de prata, sua segunda medalha olímpica. Porém em 2025 ela também foi desclassificada após reanálise de suas amostras de sangue em 2024 apresentarem violações de doping.